# Caphyra fulva
Caphyra fulva is een krabbensoort uit de familie van de Portunidae. De wetenschappelijke naam van de soort is voor het eerst geldig gepubliceerd in 1960 door Stephenson & Campbell.